# Paisagem cultural ǂKhomani
Paisagem Cultural ǂKhomani é a designação usada pela UNESCO para classificar uma região no norte  África do Sul, na fronteira com a Namíbia e Botswana. Esta região coincide com o Parque Nacional Kalahari Gemsbok.
É importante pois apresenta vestígios da ocupação humana desde a Idade da Pedra, com vários petroglifos esculpidos  e está associada à cultura ǂKhomani, adaptada a viver em condições extremas.

## UNESCO
Foi inscrito como Patrimônio Mundial da UNESCO em 2017 por: "testemunhar o modo de vida que prevaleceu na região e moldou o local por milhares de anos"